# Chrysodeixis argentifera
Chrysodeixis argentifera là một loài bướm đêm thuộc họ Noctuidae. Nó được tìm thấy ở Úc.
Sải cánh dài ca. 30 mm.

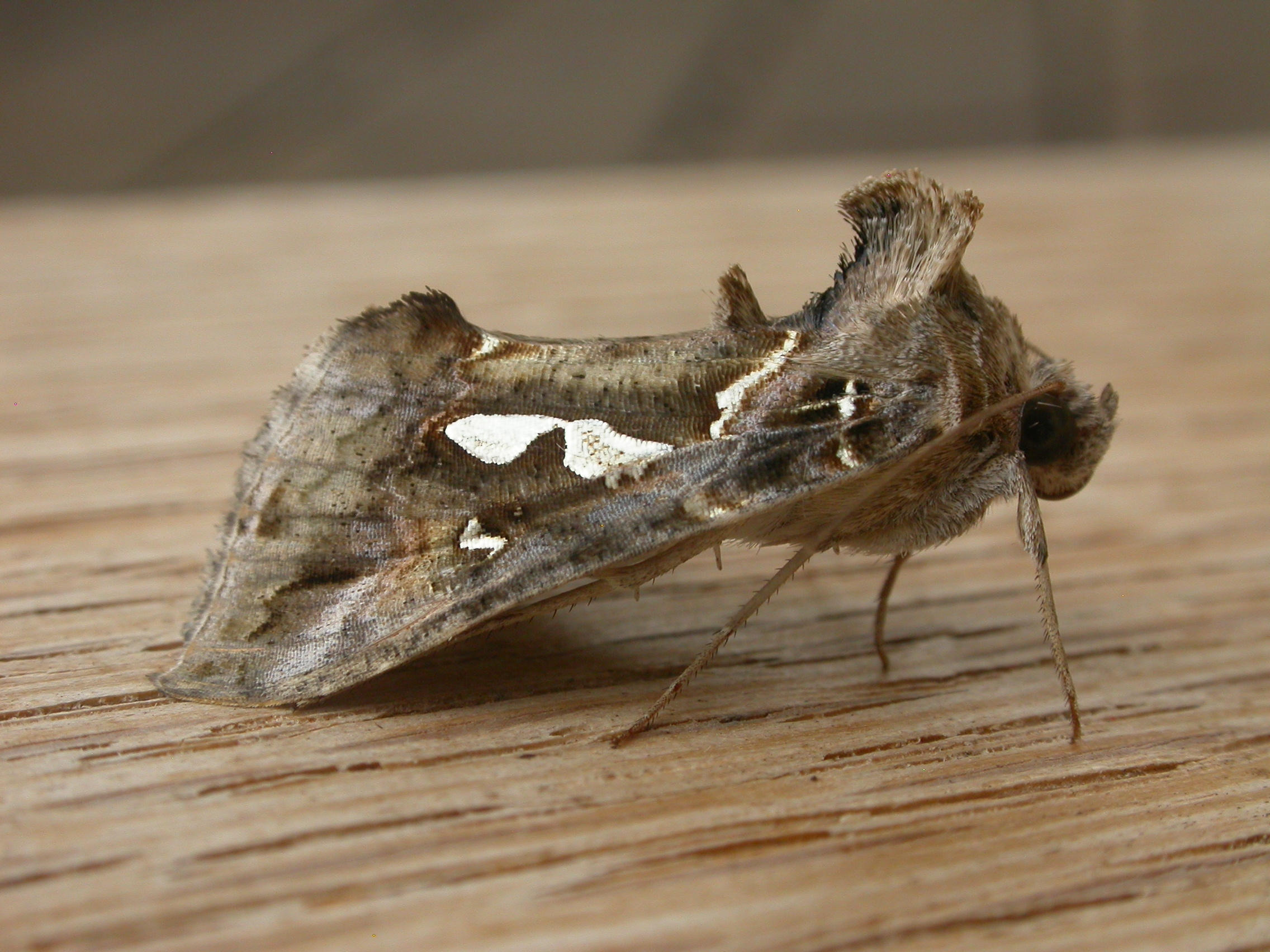

Ấu trùng ăn various plants, bao gồm hướng dươn, Canola, cà chua, nhiều loài đậu và Silver Beet.

## Hình ảnh

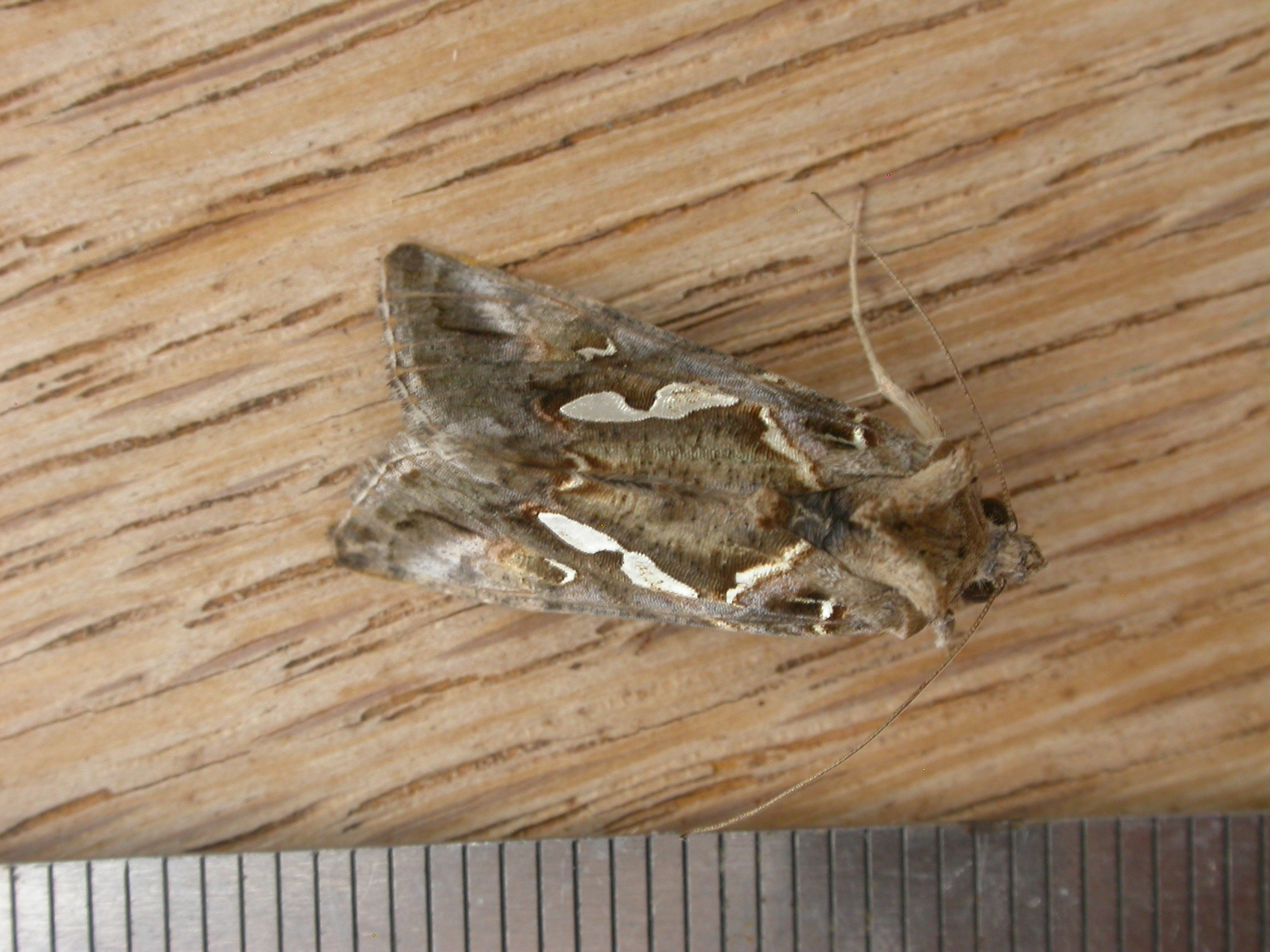
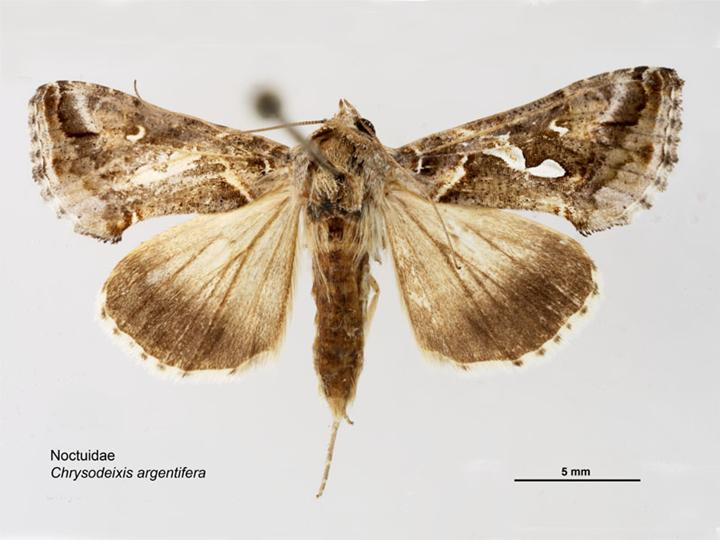
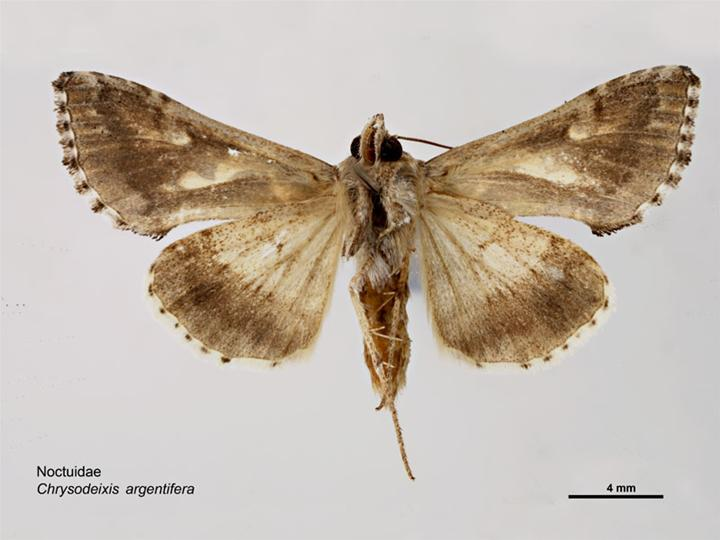
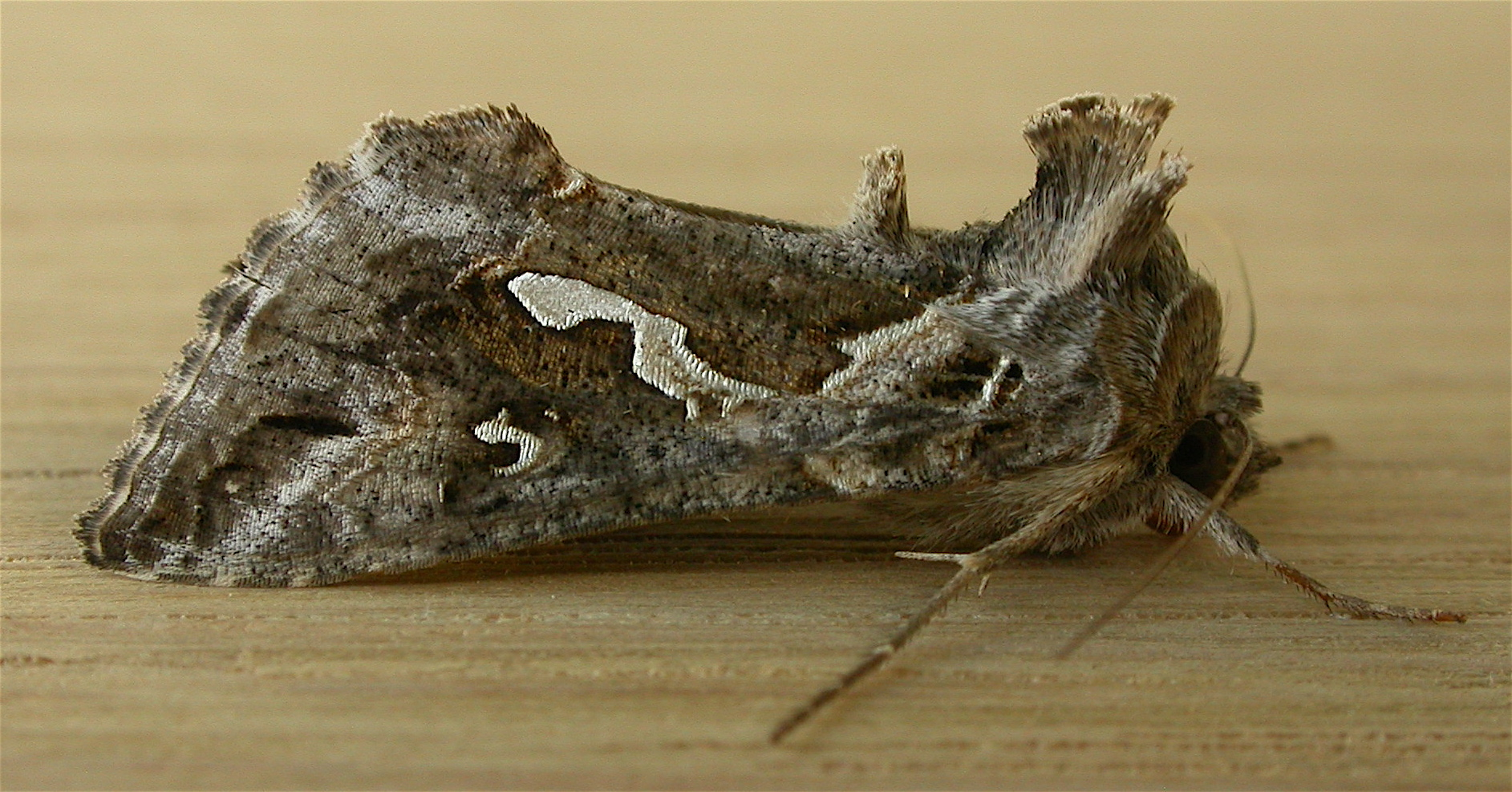